# Barata-de-madagáscar
A barata-de-madagáscar (Gromphadorhina portentosa) é uma das maiores espécies de barata, chegando a atingir de 2 polegadas (5,08 centímetros) a 3 polegadas (7,62 centímetros) quando adulta. São originárias da ilha de Madagáscar onde podem ser encontradas em troncos apodrecidos. Esta é uma das 20 espécies conhecidas da tribo Gromphadorhinini nativas de Madagáscar, muitas das quais são mantidas como animais de estimação, e muitas vezes confundidas uma com a outra por traficantes de animais; em particular, G. portentosa é comumente confundida com G. oblongonota e G. picea.